# Stefan II av Bosnien
Stefan II av Bosnien, död 1353, var Bosniens regent från 1322 till 1353.